# Andrzej Stasiak

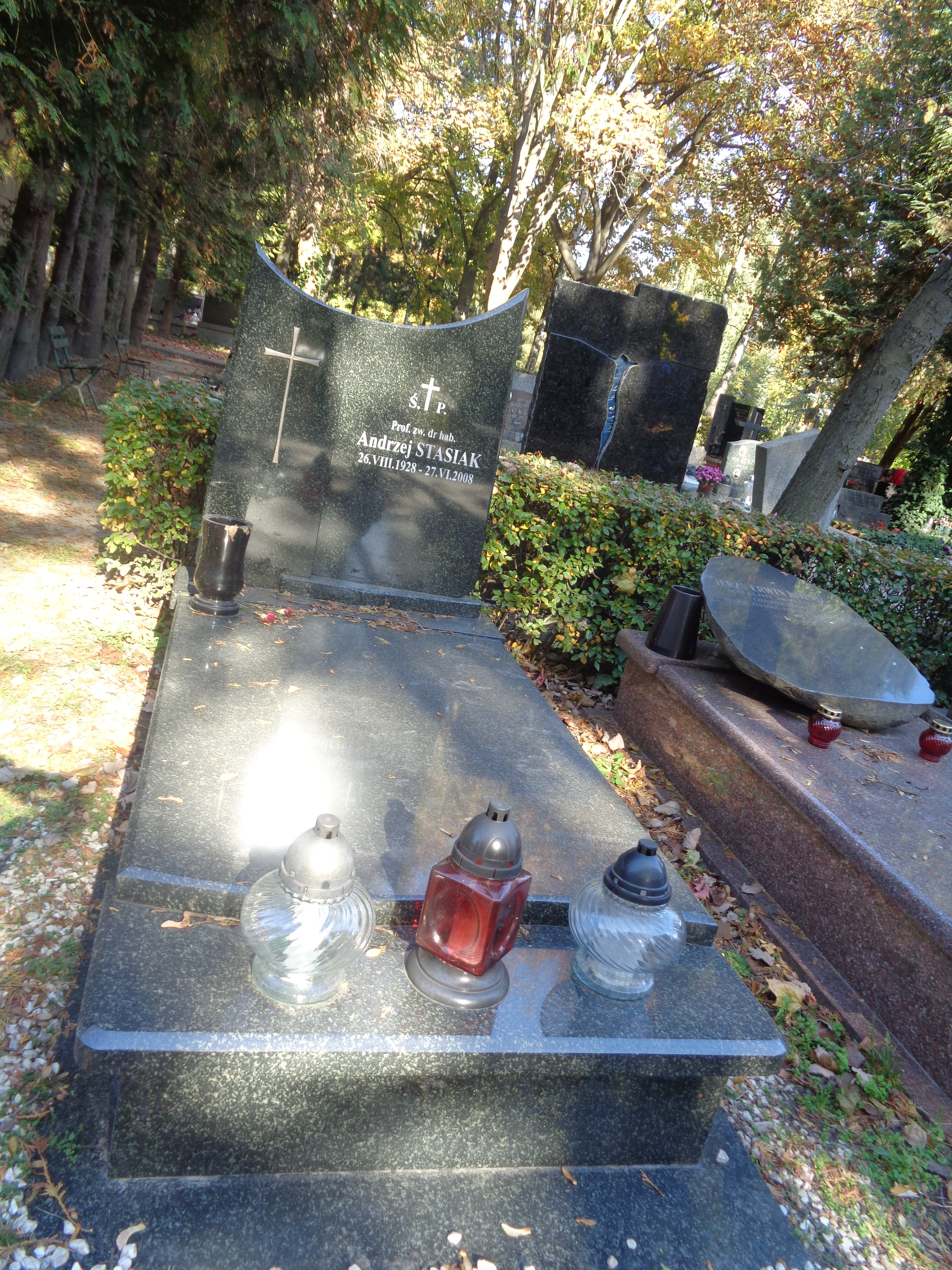
Grób Andrzeja Stasiaka na Cmentarzu Wojskowym na Powązkach

Andrzej Stasiak (ur. 26 sierpnia 1928 w Józefowie na Podlasiu, zm. 27 czerwca 2008 w Warszawie) – profesor nauk humanistycznych, historyk, specjalista w dziedzinie problematyki przestrzennej, urbanizacyjnej, mieszkaniowej, społeczno-demograficznej, nauczyciel akademicki.

## Życiorys
Urodził się w majątku rodzinnym Józefów-Patków na Podlasiu. Był synem Augustyna Stasiaka, legionisty, majora służby stałej odrodzonego Wojska Polskiego i Anny ze Skibińskich, członkini Polskiej Organizacji Wojskowej, uczestniczki III Powstania Śląskiego, a w czasie II wojny światowej członkini AK (pseudonim „Wilga”). 
Do 1939 r. mieszkał w Warszawie. Lata 1939–1944 spędził z matką i rodzeństwem (starszym bratem Władysławem – prawnikiem, ojcem Władysława Augustyna Stasiaka i młodszą siostrą Hanną – dr n. biologicznych) w Józefowie. Ojciec, po walkach nad Bzurą w Armii „Poznań”, a później w obronie Warszawy, po kapitulacji stolicy znalazł się w niewoli i do 1945 r. przebywał w obozach niemieckich. 
Jako kilkunastolatek w latach 1943/44 był członkiem Armii Krajowej i działał pod pseudonimem „Jędor”. Jesienią 1944 r., z grupą kolegów z AK, wstąpił ochotniczo do Wojska Polskiego. W listopadzie 1945 r. został zdemobilizowany w stopniu kaprala pchor. w celu dalszej nauki. W czerwcu 1946 r. uzyskał świadectwo dojrzałości w Siedlcach. W latach 1946–1950 studiował na Uniwersytecie Wrocławskim Wydział Humanistyczny Sekcja Historii. Ukończył seminaria: prof. Karola Maleczyńskiego, Pawła Rybickiego, prof. Henryka Wereszyckiego, prof Stefana Inglota, u którego napisał pracę magisterską pt.: „Rozwój demograficzny m. Wrocławia w XIX w.” (drukowana w „Sobótce” Nr 2/1958). W 1951 r. uzyskał tytuł magistra. W czasie studiów pracował zawodowo i społecznie. W latach 1946–1948 pracował jako strażnik przemysłowy w P.S.S. we Wrocławiu. W latach 1948–1951 pełnił funkcję asystenta w Archiwum Państwowym we Wrocławiu.
Od 1951 r. mieszkał w Warszawie. W latach 1952–1954 ukończył Studium Planowania Przestrzennego przy Wydziale Architektury Politechniki Warszawskiej. Równocześnie pracował zawodowo. Początkowo w Muzeum Kultur Ludowych w Młocinach k. Warszawy, następnie w Instytucie Budownictwa Mieszkaniowego, przekształconym w Instytut Gospodarki Mieszkaniowej (IGM). W IGM pracował do 1974 r., a następnie w Instytucie Kształtowania Środowiska (IKŚ). Od 1976 r. do końca życia pracował w Instytucie Geografii i Przestrzennego Zagospodarowania Polskiej Akademii Nauk.

### Przebieg pracy naukowej
Od 1953 r. był st. asystentem w Instytucie Budownictwa Mieszkaniowego – IBM, przekształconym później w Instytut Gospodarki Mieszkaniowej – IGM, a od 1955 r. – adiunktem.
W 1958 r. otworzył przewód doktorski na Wydziale Filozoficzno-Historycznym Uniwersytetu Wrocławskiego przy Katedrze prof. dr hab. S. Inglota. Przewód ukończył w grudniu 1960 r. Pracę doktorską napisał nt.: rozwoju społeczno-gospodarczego i przestrzennego m. Królewska Huta (Chorzów) do 1914 r. (Książka drukowana w 1962 r.)
Do 1961 r. był adiunktem w IBM, w 1961 r. został mianowany kierownikiem pracowni, a od 1962 r. samodzielnym pracownikiem naukowo-badawczym i kierownikiem Zakładu Spraw Mieszkaniowych Wsi IBM. W grudniu 1966 r. na podstawie rozprawy pt.: „Przemiany stosunków mieszkaniowych w Zagłębiu Śląsko-Dąbrowskim na tle procesu uprzemysłowienia w latach 1870-1960” (drukowana w 1966 r.), uzyskał na Uniwersytecie Wrocławskim stopień doktora habilitowanego w zakresie historii gospodarczej i społecznej XIX i XX w.
W 1971 r. został mianowany profesorem nadzwyczajnym, a w 1982 r. profesorem zwyczajnym.
Był kierownikiem Zakładu Zagospodarowania i Zagadnień Mieszkaniowych Wsi w Instytucie Kształtowania Środowiska do 1976 r.
W latach 1976–1980 w Instytucie Geografii i Przestrzennego Zagospodarowania Polskiej Akademii Nauk (IGiPZ PAN) pracował w Zakładzie Geografii Rolnictwa, a od 1979 r. był kierownikiem tegoż Zakładu. Od 1981 r. do odejścia na emeryturę w 1999 r. był kierownikiem Zakładu Przestrzennego Zagospodarowania Kraju PAN.
Był współtwórcą i współzałożycielem powstałej w 1996 roku Wyższej Szkoły Ekonomicznej w Białymstoku. Z uczelnią tą był związany aż do śmierci, prowadząc działalność dydaktyczną i kierując Katedrą Polityki i Rozwoju Regionalnego.
Profesor Andrzej Stasiak pełnił funkcje naukowo-doradcze w wielu instytucjach naukowych, społecznych, m.in.: Rady Naukowej Instytutu Geografii i Przestrzennego Zagospodarowania PAN (członek), Instytutu Rozwoju Wsi i Rolnictwa PAN (członek), Rady Naukowej Instytutu Kształtowania Środowiska (przewodniczący), Rady Naukowej Instytutu Gospodarki Przestrzennej i Komunalnej (wiceprzewodniczący), Rady Naukowej Ośrodka Badań Naukowych w Białymstoku (członek i przewodniczący), Rady Wydziału Społeczno-Ekonomicznego SGPiS (SGH) (członek), Rady Naukowej Instytutu Turystyki (członek), Rady Naukowej Instytutu Kultury (członek), Rady Naukowej Centrum Badania Opinii Społecznej (członek), Państwowej Rady Gospodarki Przestrzennej (członek i trzykrotnie przewodniczący), Rady Naukowej Administracji i Gospodarki Przestrzennej (członek), Rady Naukowej Instytutu Gospodarki Mieszkaniowej (członek), Rady Naukowej Atlasu Rzeczypospolitej (członek), Komitetu Przestrzennego Zagospodarowania Kraju PAN (członek, członek Prezydium, wiceprzewodniczący; przewodniczący Komisji Demografii Regionalnej i Infrastruktury Społecznej KPZK PAN, przewodniczący Komisji Obszarów Wiejskich KPZK PAN), Komisji Urbanistyczno-Architektonicznej Województwa Mazowieckiego (przewodniczący), Komitetu Badań Regionów Uprzemysłowionych (członek), Komitetu Nauk Socjologicznych PAN, Towarzystwa Urbanistów Polskich (członek Zarządu Głównego TUP, przewodniczący Sekcji Planowania Wsi TUP, wiceprzewodniczący Zarządu Głównego TUP, członek honorowy TUP, przewodniczący Rady Techniczno-Naukowego Zespołu Rzeczoznawców TUP przy ZG TUP). Był wieloletnim członkiem redakcji, zastępcą redaktora naczelnego oraz Przewodniczącym Rady Programowej kwartalnika „Sprawy Mieszkaniowe”, członkiem redakcji „Prac Geograficznych” przy IGiPZ PAN, członkiem Rady ds. Wsi i Rolnictwa przy Prezydencie RP (od 1992 r. członek Społecznej Rady Planowania przy CUP), w latach 1993-1994 był doradcą Szefa Urzędu Rady Ministrów.
Profesor Andrzej Stasiak był członkiem wielu organizacji międzynarodowych m.in. członkiem założycielem Międzynarodowego Stowarzyszenia Budownictwa Wiejskiego (IRHA z siedzibą w Caracas w latach 1970-1980; od 1975 r. wiceprzewodniczącym sekcji regionalnej tegoż Stowarzyszenia), członkiem Biura Międzynarodowej Federacji Mieszkalnictwa i Planowania (IFHP z siedzibą w Hadze, w latach 1974-1980), członkiem korespondentem Academie fũr Raumforschung und Landesplanung Hannover Niemcy.

### Działalność dydaktyczna
Od 1956 r. prowadził zajęcia na Studium Planowania Przestrzennego Politechniki Warszawskiej.
Od 1961 r. pełnił funkcję wykładowcy a od 1966 r. st. wykładowcy na Wydziale Architektury Politechniki Warszawskiej. W latach 1973–1975 wykładał na Wydziale Socjologii Uniwersytetu Warszawskiego „Elementy planowania przestrzennego”, współpracował z Zakładem Socjologii Wsi i Miasta kierowanym przez prof. dr S. Nowakowskiego.
Od 1973 r. do 1992 r. prowadził wykłady z zakresu planowania miast i planowania przestrzennego oraz seminarium magisterskie z zakresu mieszkalnictwa i osadnictwa  na Wydziale Ekonomiczno-Społecznym Szkoły Głównej Planowania i Statystyki (Szkoła Główna Handlowa); był także kierownikiem Zakładu Polityki Mieszkaniowej i Osadniczej. Był współautorem programów nauczania w tym zakresie, opracowanych na zlecenie Ministerstwa Szkół Wyższych i Nauki dla Wyższych Szkół Ekonomicznych.
Od 1996 r. wykładał w Wyższej Szkole Ekonomicznej w Białymstoku i kierował Katedrą Polityki i Rozwoju Regionalnego.
W trakcie działalności dydaktycznej był promotorem kilkudziesięciu prac dyplomowych na Studium Planowania Przestrzennego Politechniki Warszawskiej, prac magisterskich na SGPiS (SGH) i WSE w Białymstoku, wypromował wielu doktorów, opracował recenzje kilkudziesięciu rozpraw doktorskich i habilitacyjnych oraz opinii do wniosków o całokształcie dorobku naukowo-badawczego kandydatów na profesorów.

### Główne kierunki badawcze
- Studia nad mieszkalnictwem i osadnictwem Górnego Śląska
- Studia nad mieszkalnictwem, osadnictwem i strukturą demograficzną wsi
- Studia nad aglomeracjami
- Zróżnicowania regionalne
- Badania nad podstawami rozwoju zachodnich i wschodnich obszarów przygranicznych Polski

Dorobek naukowy prof. Andrzeja Stasiaka wyraża się ponad 300 publikacjami i wieloma opracowaniami, typu artykuły, studia, rozprawy, ekspertyzy. Wykaz ważniejszych publikacji prof. dr hab. Andrzeja Stasiaka 1950-2007 /w:/ Komornicki T. i Kulikowski R. /red./„Miejsce obszarów wiejskich w zagospodarowaniu przestrzennym” Studia Obszarów Wiejskich, tom XVIII, Warszawa 2009, s. 21-28

### Odznaczenia
Krzyż AK, Medal „Polska Swemu Obrońcy”, Odznaka Grunwaldzka, Medal „ Zwycięstwo i Wolność 1945”, Medal Wojska Polskiego, Krzyż Ofiercski Ordreru Odrodzenia Polski, Krzyż Kawalerski Orderu Odrodzenia Polski, Medal 30-lecia Polski Ludowej, Medal 40-lecia Polski Ludowej, Srebrny i Złoty Krzyż Zasługi, Złota i Srebrna Odznaka Honorowa Towarzystwa Urbanistów Polskich, liczne odznaczenia regionalne.
Spoczywa w Alei Zasłużonych na Cmentarzu Wojskowym na Powązkach w Warszawie (kwatera C29-tuje-1).
Od 1976 roku żonaty z Elżbietą – dr nauk humanistycznych, socjolog.
W 1984 r. urodziła się córka Anna Stasiak-Apelska – dr nauk prawnych, radca prawny.